# Heliconius thelxiopeia
Heliconius thelxiopeia är en fjärilsart som beskrevs av Otto Staudinger 1896. Heliconius thelxiopeia ingår i släktet Heliconius och familjen praktfjärilar. Inga underarter finns listade i Catalogue of Life.